# Skaberaktapir
Skaberaktapir (Tapirus indicus), er den største af de fire tapirarter og den eneste, der lever i Asien. Dens videnskabelige navn er misvisende, da den ikke lever i Indien. Navnet refererer nok nærmere til Ostindien. Skaberaktapiren adskiller sig meget fra de andre tapirarter med sin karakteristiske sort-hvide tegning. Tegningen er med til at sløre skaberaktapirens størrelse, når den færdes i skoven, og fungerer dermed som camouflage. Skaberaktapiren vejer 225–300 kilogram.